# 권총 목록
권총 목록은 현재까지 개발된 권총류의 목록이다. 여기에는 자동권총, 리볼버, 기관권총의 목록을 포함한다.

## 자동권총

### 22LR
- 발터 PP -  독일
- 발터 PPK -  독일

### 6.35mm (25구경)
- 발터 PP -  독일
- 발터 PPK -  독일

### 7.63x25mm (마우저 30구경)
- 마우저 C96 -  독일

### 7.65mm X 17 (32구경)
- FN 브라우닝 M1900 -  벨기에
- FN 브라우닝 M1910 -  벨기에
- 발터 PP -  독일
- 발터 PPK -  독일

### 9mm X 17 (380 구경)
- 글록 25 -  오스트리아
- 글록 28 -  오스트리아
- 발터 PP -  독일
- 발터 PPK -  독일
- 발터 PP 슈퍼 -  독일

### 9mm X 19
- ZIGANA T
- 글록 17 -  오스트리아
- 글록 18 -  오스트리아
- 글록 19 -  오스트리아
- 글록 26 -  오스트리아
- 글록 34 -  오스트리아
- 대우 K5 권총 (대우 DP-51) -  대한민국
- 발터 P38 -  독일
- 발터 P5 -  독일
- 발터 P88 -  독일
- 발터 P99 -  독일
- 라티 L35 -  핀란드
- 슈타이어 GB -  오스트리아
- 슈타이어 M -  오스트리아
- FN 브라우닝 M1903 -  벨기에
- 베레타 92 -  이탈리아
- SIG P226 - 시그 자우어 스위스

### 357 구경
- 글록 31 -  오스트리아
- 글록 32 -  오스트리아
- 글록 33 -  오스트리아

### 357SIG
- 스타이어M -  오스트리아

### 10mm
- 글록 20 -  오스트리아
- 글록 29 -  오스트리아

### 40구경
- 글록 22 -  오스트리아
- 글록 23 -  오스트리아
- 글록 27 -  오스트리아
- 글록 35 -  오스트리아
- 글록 24 -  오스트리아

### 40SW
- 발터 P99 -  독일
- 스타이어M -  오스트리아

### 45 구경
- ZIGANA C45
- 글록 21 -  오스트리아
- 글록 30 -  오스트리아
- 글록 36 -  오스트리아
- 발레스터-몰리나 -  아르헨티나
- 콜트 M1911 -  미국
- FN 브라우닝-하이파워 -  벨기에
- 헤클러&코흐 USP -  독일
- 헤클러&코흐 HK45-  독일

### 49 GYROJET
- GYROJET

### 50AE
- 데저트 이글 -  이스라엘

### 50GI
- M1911 -  미국

### 5.7mm × 28mm
- FN 파이브 세븐 - 벨기에

## 리볼버
- 콜트 아나콘다 미국
- 콜트 파이선 미국
- 콜트 킹코브라 미국
- 나강 M1895 러시아 제국
- m-36 치프스페셜

## 기관권총
- 글록 18 -  오스트리아
- 슈타이어 TMP -  오스트리아
- 우지 (기관단총) -  이스라엘
- 스코르피온 기관단총 -  체코슬로바키아

## 같이 보기
- 기관단총 목록
- 소총 목록
- 기관총 목록
- 산탄총 목록